# Denazé
Denazé est une commune française, située dans le département de la Mayenne en région Pays de la Loire, peuplée de 184 habitants.
La commune fait partie de la province historique de l'Anjou (Haut-Anjou).

## Géographie
La commune est située dans le Sud-Mayenne.

### Communes limitrophes
| La Chapelle-Craonnaise | La Chapelle-Craonnaise | Simplé |
| Athée                  | Denazé                 | Simplé |
| Craon                  | Pommerieux             | Laigné |

### Climat
Pour des articles plus généraux, voir Climat des Pays de la Loire et Climat de la Mayenne.
En 2010, le climat de la commune est de type climat océanique altéré, selon une étude du CNRS s'appuyant sur une série de données couvrant la période 1971-2000. En 2020, Météo-France publie une typologie des climats de la France métropolitaine dans laquelle la commune est exposée à un climat océanique et est dans la région climatique  Bretagne orientale et méridionale, Pays nantais, Vendée, caractérisée par une faible pluviométrie en été et une bonne insolation. 
Pour la période 1971-2000, la température annuelle moyenne est de 11,4 °C, avec une amplitude thermique annuelle de 13,8 °C. Le cumul annuel moyen de précipitations est de 734 mm, avec 12,5 jours de précipitations en janvier et 7 jours en juillet. Pour la période 1991-2020, la température moyenne annuelle observée sur la station météorologique de Météo-France la plus proche, sur la commune de Cossé-le-Vivien à 7 km à vol d'oiseau, est de 12,0 °C et le cumul annuel moyen de précipitations est de 796,1 mm,. Pour l'avenir, les paramètres climatiques de la commune estimés pour 2050 selon différents scénarios d'émission de gaz à effet de serre sont consultables sur un site dédié publié par Météo-France en novembre 2022.

## Urbanisme

### Typologie
Au 1er janvier 2024, Denazé est catégorisée commune rurale à habitat très dispersé, selon la nouvelle grille communale de densité à sept niveaux définie par l'Insee en 2022.
Elle est située hors unité urbaine. Par ailleurs la commune fait partie de l'aire d'attraction de Château-Gontier-sur-Mayenne, dont elle est une commune de la couronne,. Cette aire, qui regroupe 19 communes, est catégorisée dans les aires de moins de 50 000 habitants,.

### Occupation des sols
L'occupation des sols de la commune, telle qu'elle ressort de la base de données européenne d’occupation biophysique des sols Corine Land Cover (CLC), est marquée par l'importance des territoires agricoles (100 % en 2018), une proportion identique à celle de 1990 (100 %). La répartition détaillée en 2018 est la suivante : 
terres arables (73,3 %), zones agricoles hétérogènes (14,9 %), prairies (11,9 %). L'évolution de l’occupation des sols de la commune et de ses infrastructures peut être observée sur les différentes représentations cartographiques du territoire : la carte de Cassini (XVIIIe siècle), la carte d'état-major (1820-1866) et les cartes ou photos aériennes de l'IGN pour la période actuelle (1950 à aujourd'hui).

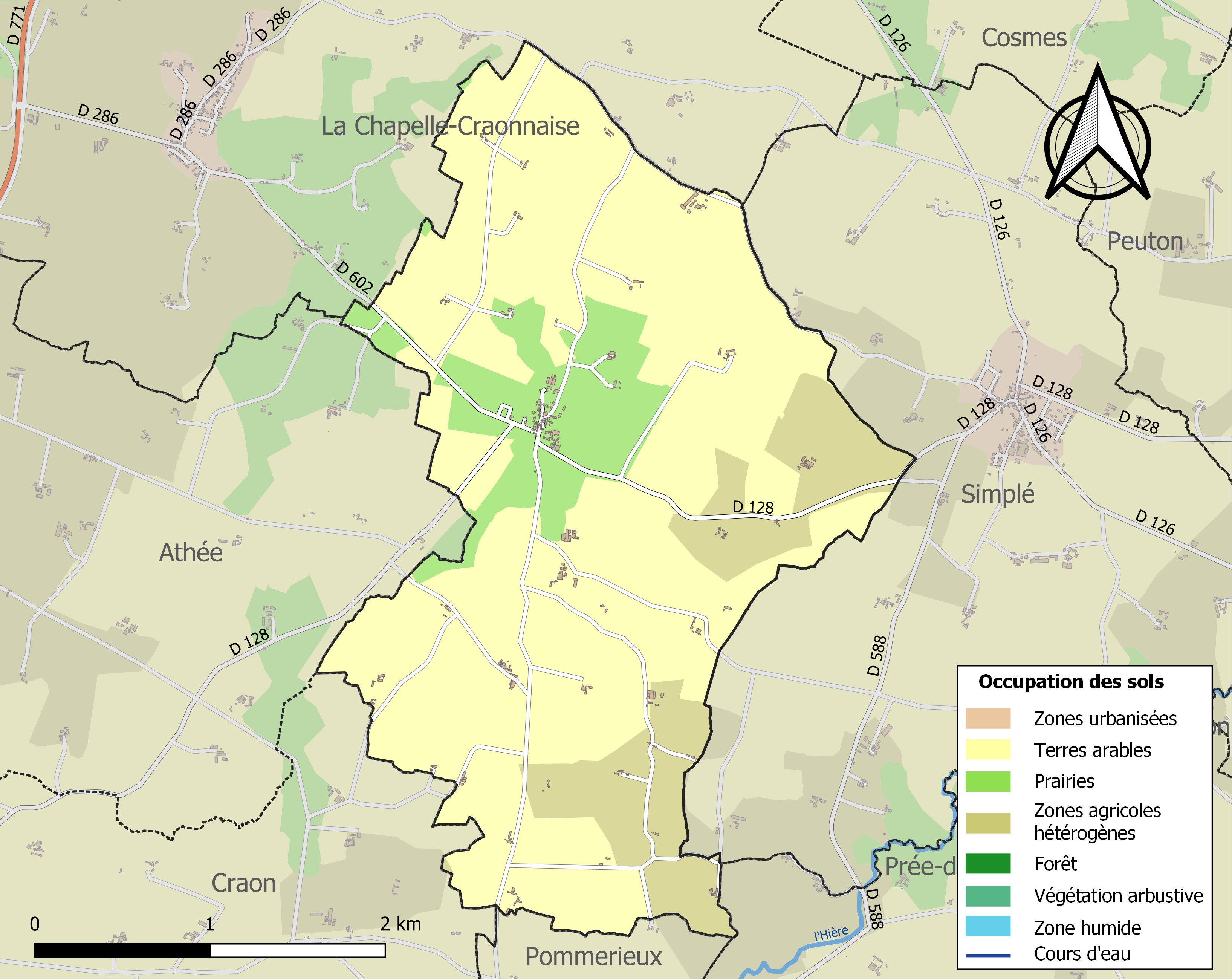
Carte des infrastructures et de l'occupation des sols de la commune en 2018 (CLC).

## Toponymie
Le gentilé est Denazéen.

## Histoire
Le village faisait partie du fief de la baronnie angevine de Craon, dépendait de la sénéchaussée principale d'Angers et du pays d'élection de Château-Gontier.

## Politique et administration

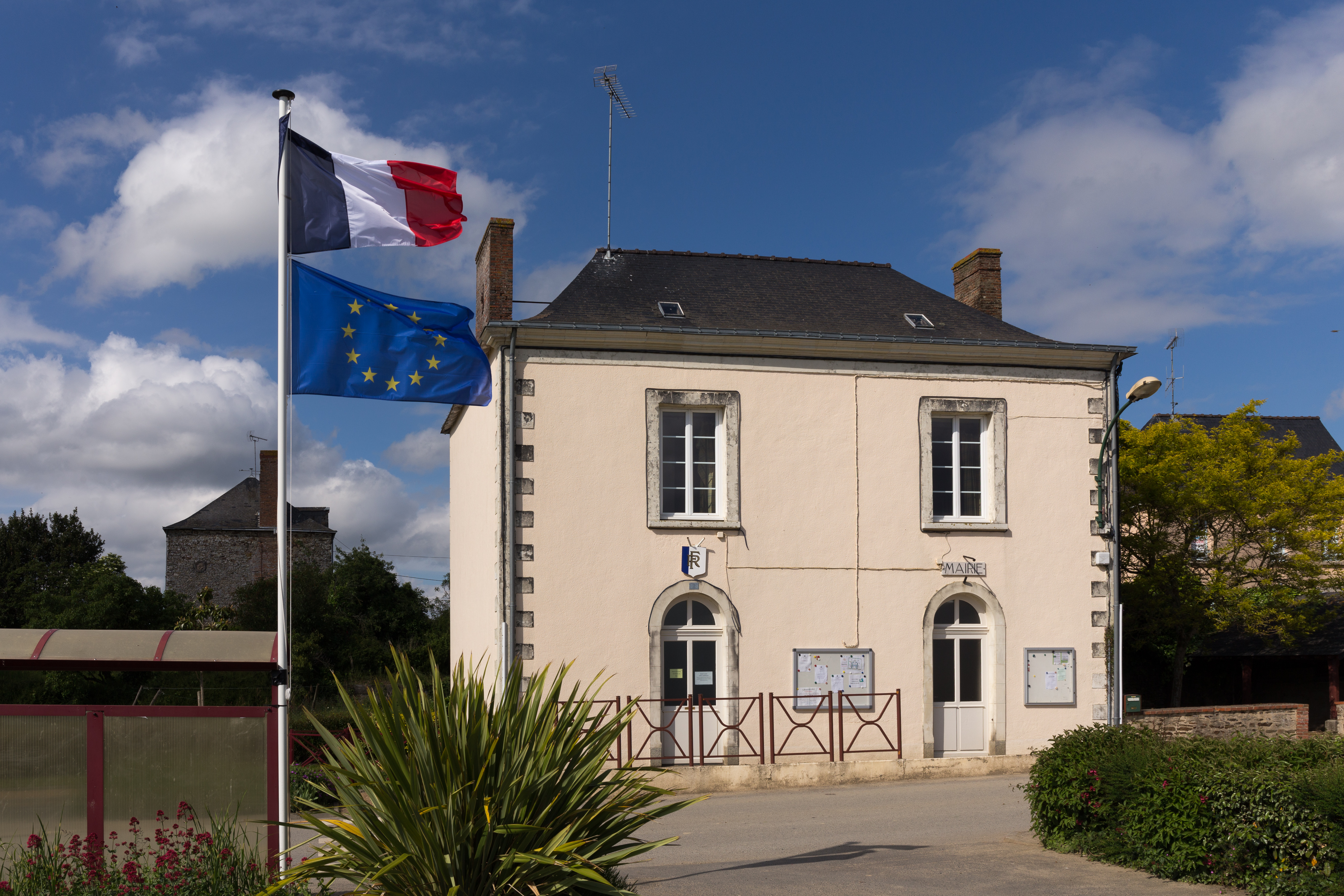
La mairie.

| Période   | Période   | Identité         | Étiquette | Qualité                                                    |
| --------- | --------- | ---------------- | --------- | ---------------------------------------------------------- |
| ?         | juin 1995 | Ernest Renaudier |           |                                                            |
| juin 1995 | mars 2008 | Auguste Bruchet  |           | Agriculteur                                                |
| mars 2008 | En cours  | Odile Gohier     | DVD       | Responsable d'achats retraitée, conseillère départementale |

## Démographie
L'évolution du nombre d'habitants est connue à travers les recensements de la population effectués dans la commune depuis 1793. Pour les communes de moins de 10 000 habitants, une enquête de recensement portant sur toute la population est réalisée tous les cinq ans, les populations de référence des années intermédiaires étant quant à elles estimées par interpolation ou extrapolation. Pour la commune, le premier recensement exhaustif entrant dans le cadre du nouveau dispositif a été réalisé en 2007.
En 2022, la commune comptait 184 habitants, en évolution de +16,46 % par rapport à 2016 (Mayenne : −0,73 %, France hors Mayotte : +2,11 %).
| 1793 | 1800 | 1806 | 1821 | 1831 | 1836 | 1841 | 1846 | 1851 |
| ---- | ---- | ---- | ---- | ---- | ---- | ---- | ---- | ---- |
| 536  | 344  | 412  | 493  | 468  | 435  | 407  | 406  | 395  |

| 1856 | 1861 | 1866 | 1872 | 1876 | 1881 | 1886 | 1891 | 1896 |
| ---- | ---- | ---- | ---- | ---- | ---- | ---- | ---- | ---- |
| 403  | 417  | 433  | 387  | 384  | 353  | 359  | 376  | 370  |

| 1901 | 1906 | 1911 | 1921 | 1926 | 1931 | 1936 | 1946 | 1954 |
| ---- | ---- | ---- | ---- | ---- | ---- | ---- | ---- | ---- |
| 350  | 363  | 326  | 279  | 295  | 290  | 307  | 286  | 278  |

| 1962 | 1968 | 1975 | 1982 | 1990 | 1999 | 2006 | 2007 | 2012 |
| ---- | ---- | ---- | ---- | ---- | ---- | ---- | ---- | ---- |
| 252  | 242  | 217  | 195  | 153  | 148  | 159  | 161  | 152  |

| 2017 | 2022 | - | - | - | - | - | - | - |
| ---- | ---- | - | - | - | - | - | - | - |
| 162  | 184  | - | - | - | - | - | - | - |

## Culture locale et patrimoine

### Lieux et monuments
- Église Saint-Jean-Baptiste. Jules Tessier architecte.
- Musée de la Forge.
- Manoir de Chauvigné.
- Manoir de l'Ébaupin.

### Personnalités liées à la commune
- Jean-Baptiste-René Rabeau (1766 à Denazé - 1810), missionnaire.
- Guillaume René Meignan (1827 à Denazé - 1896), cardinal-archevêque de Tours, neveu du précédent.
- Anselme René Bucher de Chauvigné, Maire d'Angers, sieur de Chauvigné.

### Héraldique
| Blason de Denazé | Blason  | D’argent, à trois fasces d’azur, et un agneau d’or portant une longue croix du même et brochant sur le tout ; au chef losangé d’or et de gueules, d’une tire. |
| Blason de Denazé | Détails | Les trois fasces symbolisent les trois cours d’eau du village que sont l’Oudon, le ruisseau de Denazé et celui de l’Étang. L’agneau portant la croix est l’un des symboles de Jean Baptiste. Il est le saint patron du village. Le chef est aux couleurs de la famille de Craon, seigneur du village. La reprise intégrale du blason de seigneur étant interdite pour les communes, il suffit d’en emprunter un ou plusieurs éléments. Les ornements sont deux gerbes de blé d’or mises en sautoir par la pointe et liées d’azur afin d’honorer l’activité agricole. Le listel d'argent porte le nom de la commune en lettres majuscules de sable. La couronne de tours dit que l’écu est celui d’une commune ; elle n’a rien à voir avec des fortifications. Le statut officiel du blason reste à déterminer. |